# Manglerud Star Ishockey

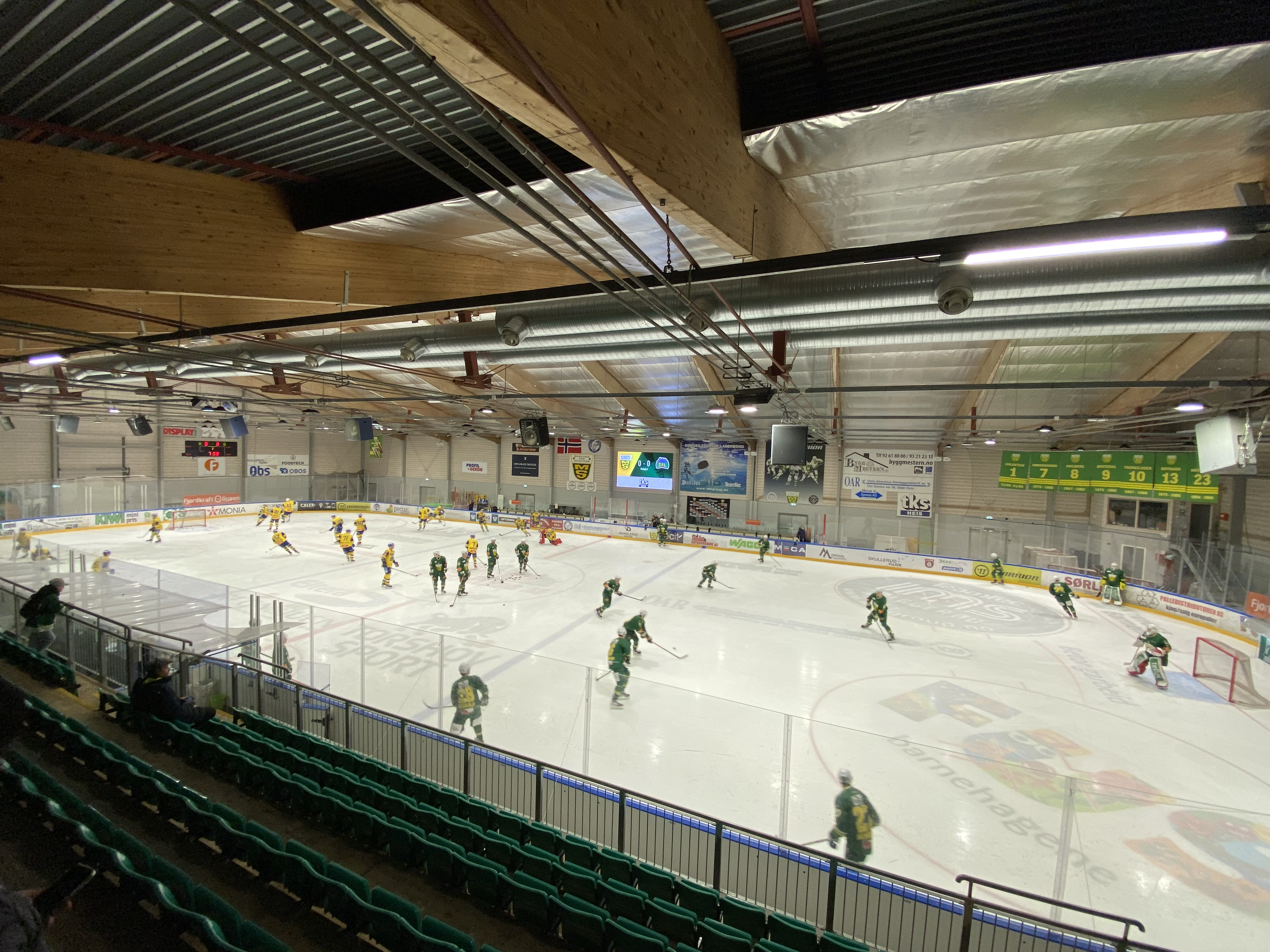
Manglerudhallen (2023)

Manglerud Star Ishockey ist die Eishockeyabteilung des 1913 gegründeten norwegischen Sportvereins IL Manglerud Star aus dem Osloer Stadtviertel Manglerud. Die Mannschaft spielt in der GET-ligaen und trägt ihre Heimspiele in der Manglerudhallen aus.

## Geschichte
Der Klub wurde 1913 gegründet. In der Folgezeit spielte die Mannschaft regelmäßig in der zweitklassigen 1. divisjon sowie der GET-ligaen, der höchsten norwegischen Spielklasse. Der größte Erfolg der Mannschaft war der Gewinn des norwegischen Meistertitels in den Jahren 1977 und 1978. 2009 stieg Manglerud Star in die GET-ligaen auf, in der er sich in der Saison 2010/11 erst in der Relegation den Klassenerhalt sicherte.
2012 folgte der Abstieg des Vereins in die 1. divisjon und 2014 der Wiederaufstieg in die höchste Spielklasse.

## Bekannte ehemalige Spieler
- Mads Hansen
- Lars Haugen
- Mathis Olimb
- Marius Trygg
- Mats Trygg